# Bourg-du-Bost
Bourg-du-Bost – miejscowość i gmina we Francji, w regionie Nowa Akwitania, w departamencie Dordogne.
Według danych na rok 1990 gminę zamieszkiwały 174 osoby, a gęstość zaludnienia wynosiła 24 osób/km² (wśród 2290 gmin Akwitanii Bourg-du-Bost plasuje się na 1003. miejscu pod względem liczby ludności, natomiast pod względem powierzchni na miejscu 1263.).